# Schizoneuraphis longisetosa
Schizoneuraphis longisetosa är en insektsart. Schizoneuraphis longisetosa ingår i släktet Schizoneuraphis och familjen långrörsbladlöss. Inga underarter finns listade i Catalogue of Life.